# Julius Hoelder

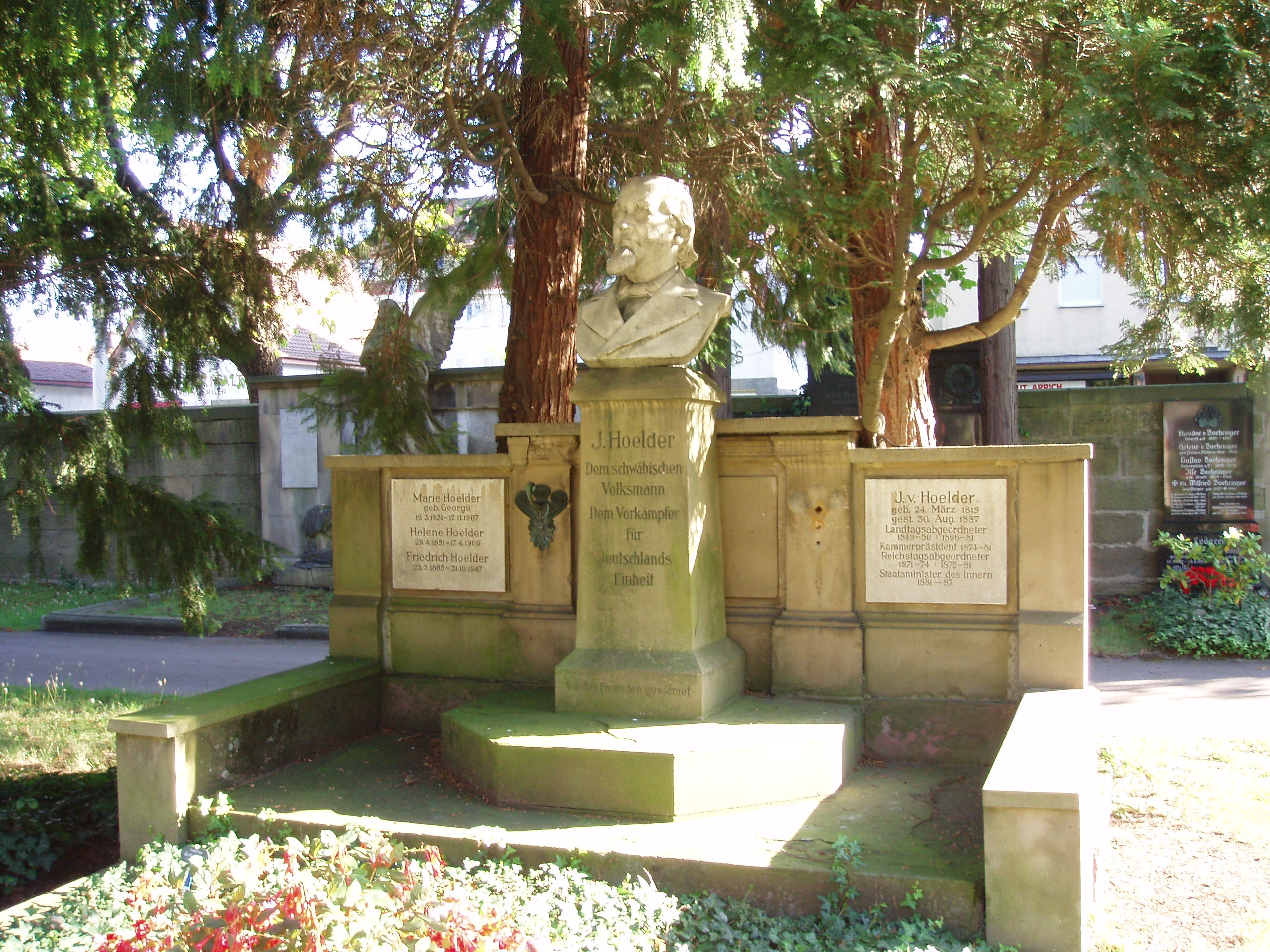
Hoelders grav på Pragfriedhof Stuttgart

Julius (von) Hoelder, född 24 mars 1819 i Stuttgart, död där 30 augusti 1887, var en tysk politiker.
Hoelder var 1848-50 regeringsråd i württembergska inrikesministeriet och slog sig därefter ned som advokat i Stuttgart. Som ledamot av Württembergs andra kammare (i vilken han första gången invaldes 1849) utmärkte han sig genom skarp opposition emot regeringens klerikala politik och genom iver för de tyska enhetssträvandena, för vilkas realiserande han efter tyska enhetskriget 1866 bildade det "tyska partiet". Åren 1871-73 var han ledamot av tyska riksdagen och 1875-81 president i Württembergs andra kammare. Från 1881 till sin död var han inrikesminister i Württemberg.